# Studio 360
Studio 360 est une ancienne émission radiophonique américaine consacrée chaque semaine aux arts et à la culture au sens large. Créée en 2000, elle était animée par l'écrivain Kurt Andersen (en) et produite par la station de radio publique new-yorkaise WNYC. Elle a été diffusée sur les stations du réseau Public Radio International (RRI), puis par Public Radio Exchange (en) (PRX), jusqu'à sa disparition en février 2020.
L'émission a été récompensé de plusieurs prix, dont un prix Peabody en 2004 et un prix Gabriel (en) de la Catholic Media Association (en).